# Viggo Jensen (voetballer, 1947)
Viggo Biehl Jensen (Esbjerg, 15 september 1947) is een voormalig Deens voetballer die als middenvelder onder meer voor Esbjerg fB en Bayern München speelde. Na zijn actieve loopbaan stapte hij het trainersvak in. Hij speelde in totaal acht interlands voor het Deens voetbalelftal gedurende zijn carrière.

## Olympische Spelen
Jensen combineerde in 1992 de functie van trainer-coach bij Silkeborg IF met het bondscoachschap van het Deens olympisch voetbalelftal, dat deelnam aan de Olympische Spelen van 1992 in Barcelona. Daar werd zijn selectie in de eerste ronde uitgeschakeld na twee gelijke spelen (tegen Mexico en Ghana) en een 3-0 nederlaag tegen Australië.

## Bondscoach Estland
Als opvolger van Jelle Goes had Jensen in 2007 korte tijd de leiding over het Estisch voetbalelftal. Na acht duels (twee overwinningen, twee gelijke spelen en vier nederlagen) stapte hij echter alweer op. Jensen werd opgevolgd door Tarmo Rüütli.
| Interlands Estland onder leiding van Viggo Jensen | Interlands Estland onder leiding van Viggo Jensen | Interlands Estland onder leiding van Viggo Jensen | Interlands Estland onder leiding van Viggo Jensen | Interlands Estland onder leiding van Viggo Jensen | Interlands Estland onder leiding van Viggo Jensen |
| №                                                 | Datum                                             | Wedstrijd                                         | Uitslag                                           | Competitie                                        |                                                   |
| ------------------------------------------------- | ------------------------------------------------- | ------------------------------------------------- | ------------------------------------------------- | ------------------------------------------------- | ------------------------------------------------- |
| 1                                                 | 22 augustus 2007                                  | Estland – Andorra                                 | 2 – 1                                             | EK-kwalificatie                                   |                                                   |
| 2                                                 | 8 september 2007                                  | Kroatië – Estland                                 | 2 – 0                                             | EK-kwalificatie                                   |                                                   |
| 3                                                 | 12 september 2007                                 | Macedonië – Estland                               | 1 – 1                                             | EK-kwalificatie                                   |                                                   |
| 4                                                 | 13 oktober 2007                                   | Engeland – Estland                                | 3 – 0                                             | EK-kwalificatie                                   |                                                   |
| 5                                                 | 17 oktober 2007                                   | Estland – Montenegro                              | 0 – 1                                             | Oefeninterland                                    |                                                   |
| 6                                                 | 9 november 2007                                   | Saoedi-Arabië – Estland                           | 2 – 0                                             | Oefeninterland                                    |                                                   |
| 7                                                 | 17 november 2007                                  | Andorra – Estland                                 | 0 – 2                                             | EK-kwalificatie                                   |                                                   |
| 8                                                 | 21 november 2007                                  | Oezbekistan – Estland                             | 0 – 0                                             | Oefeninterland                                    |                                                   |